# Sociedad Española de Fertilidad
La Sociedad Española de Fertilidad (SEF) es una sociedad científica española relacionada con la fertilidad humana y la reproducción asistida, fundada en 1953. Publica la Revista Iberoamericana de Fertilidad.

## Historia
Fue fundada en 1953 por José Botella Llusiá bajo la denominación Sociedad Española para el Estudio de la Esterilidad, que cambiaría en 1978 por la actual de Sociedad Española de Fertilidad (SEF).
La sociedad firmó un acuerdo con el Ministerio de Sanidad, Servicios Sociales e igualdad en 2015 para llevar a cabo el primer Registro Nacional de Actividad de Reproducción Humana Asistida-Registro SEF, que por primera vez en la historia recoge todos los ciclos de reproducción hechos en España, tanto en centros públicos como privados.
La organización celebra cada dos años un «Congreso Nacional de la Sociedad Española de Fertilidad».

## Publicaciones
- Síndrome del Ovario Poliquístico, Sociedad Española de Fertilidad, Checa, Espinós, R. Matorras, Editorial Médica Panamericana, 2006.
- Tratado de Reproducción Humana para Enfermería, Sociedad Española de Fertilidad, R. Matorras, J. Hernández, D. Molero, Editorial Médica Panamericana, 2008.
- Manual de Intervención Psicológica en Reproducción Asistida, Sociedad Española de Fertilidad, Vicenta Giménez Moya, Editorial Médica Panamericana, 2011.
- Estilo de Vida y Fertilidad, Sociedad Española de Fertilidad, Checa, Manau, Martínez San Andrés, Editorial Médica Panamericana, 2012.
- Fallo de implantación en reproducción asistida, Sociedad Española de Fertilidad, Editorial Médica Panamericana, 2013.
- Farmacoterapia en Medicina de la Reproducción, Sociedad Española de Fertilidad, 2014.
- Patologías Endocrinas de Baja Prevalencia, Sociedad Española de Fertilidad, Bellver, Fontes Jiménez, Acevedo Martín, 2016.

## Presidentes
- 1953-55: José Botella Llusiá
- 1955-57: Francisco Luque Beltrán
- 1957-61: José Antonio Clavero Núñez
- 1961-64: José María Bedoya González
- 1964-67: Juan Vanrell Cruells
- 1967-73: Eduardo Vilar Domínguez
- 1973-76: Jesús González Merlo
- 1976-80: Joaquín Cortés Prieto
- 1980-84: Luis Carlos Pous Ivern
- 1984-86: Juan Antonio Vanrell Díaz
- 1986-92: Pedro Nolasco Barri Ragué
- 1992-94: Juan Ordás Santotomás
- 1994-96: Antonio Pellicer Martínez
- 1996-98: Juan Balasch Cortina
- 1998-2000: Pedro Caballero Peregrín
- 2000-02: Pedro Viscasillas Molins
- 2002-04: Alberto Romeu Sarrió
- 2004-06: Roberto Matorras Weinig
- 2006-10: Buenaventura Coroleu Lletget
- 2010-14: Federico Pérez Milán
- 2014-18: Agustín Ballesteros Boluda
- 2018-22: Luis Martínez Navarro
- 2022-26: Juan José Espinós Gómez